# Phylactella labrosa
Phylactella labrosa is een mosdiertjessoort uit de familie van de Smittinidae. De wetenschappelijke naam van de soort is voor het eerst geldig gepubliceerd in 1854 door Busk.